# Luisa Palacios
Pour les articles homonymes, voir Palacios.
Luisa Palacios ou Nena Palacios, née le 10 mai 1923 à Caracas au Venezuela et morte le 16 septembre 1990 dans la même ville, est une artiste graphique, peintre et céramiste vénézuélienne, dont les contributions dans le domaine de la gravure sont fondamentales pour le développement de cette technique au Venezuela. Autour de son lieu de travail (connu par les artistes de l'époque sous le nom de El Taller), elle réunit un groupe d'intellectuels et d'artistes d'avant-garde qui expérimentent les techniques de gravure et d'impression. Elle fonde le Centro de Artes Gráficas (Cegra, 1975) et le Taller de Artistas Gráficos Asociados (TAGA, 1978). Luisa Palacios reçoit de nombreux prix, dont le Prix national des arts appliqués du XXIe Salon officiel annuel des arts (Caracas, Venezuela, 1960) et le Prix national de dessin et de gravure XXIV du Salon officiel annuel des arts (Caracas, Venezuela, 1963).

## Biographie
Luisa Palacios naît le 10 mai 1923 à Caracas.
Elle est la fille d'Óscar Zuloaga et de Luisa de las Casas. Entre 1936 et 1939, elle suit des cours de peinture avec le naturaliste français René Lichy. En 1938, elle entre à l'Escuela de Artes Plásticas y Aplicadas (Caracas), avec l'autorisation spéciale du directeur de l'Escuela Antonio Edmundo Monsanto. Parmi ses professeurs figurent les peintres Pedro Ángel González et Marcos Castillo. L'influence de ses tantes Elisa Elvira Zuloaga (pionnière de la gravure modernes au Venezuela), de Maria Luisa Zuloaga de Tovar (en) (céramiste) et de Carmen Elena de las Casas (décoratrice) est très importante pour la jeune Luisa Palacios.
À l'âge de 21 ans, elle épouse Gonzalo Palacios Herrera et abandonne pour un temps la peinture. Durant cette période, où la vie de l'artiste est consacrée au foyer, naissent ses deux filles, María Fernanda Palacios (qui excellera plus tard en littérature) et Isabel Palacios (qui, à son tour, excellera en musique en tant que chanteuse lyrique, chef d'orchestre et pédagogue). Son mari Gonzalo est une personne d'une grande sensibilité artistique et se consacrera à la céramique, avec sa femme, dans l'atelier Otepal, fondé par tous les deux en 1957 avec Amalia Oteyza.
Luisa Palacios découvre la gravure en Espagne, en 1954, lorsqu'elle se familiarise avec l'œuvre graphique de Francisco de Goya. En 1956, elle reçoit l'enseignement du peintre Abel Vallmitjana, qui l'initie à l'impression monotype avec des feuilles de linoléum.
L'atelier Otepal s'installe dans la maison de Luisa Palacios, et devient simplement connu sous le nom de El Taller. Elle y travaille la céramique, la peinture et, à partir de 1960, la gravure, lorsque sa tante Carmen Elena de las Casas lui envoie de Paris une presse Le Franc. El Taller devient un lieu de rencontre pour les intellectuels de l'époque. Des artistes d'avant-garde comme Alejandro Otero, Mercedes Pardo, Humberto Jaimes Sánchez, Ángel Hurtado, Gego, Gerd Leuferd, Ángel Luque, Antonio Granados Valdés, Maruja Rolando, entre autres, y participe.
Luisa Palacios commence à expérimenter la gravure, réalisant des pièces avec une forte influence informaliste. Elle étudie la méthode Hayter et expérimente ensuite  les acides et la technique de l'eau sucrée. Le rôle des artistes Gerd Leufert et Gego dans son apprentissage de la gravure est mentionné dans la référence suivante : "Leufert donne à Nena ses notes de l'époque où il étudiait la gravure en Allemagne, et pendant plusieurs mois, tous deux (Leufert et Gego) l'aident à organiser El Taller et guident ses premiers pas dans la gravure : le bon point des vernis, comment obtenir la densité appropriée des encres, quels sont les temps des acides pour mordre le métal".
Sa participation aux débuts de ce que l'on appelle les bellos libros o libros de artista au Venezuela est remarquable. Elle illustre un livre de poèmes de Miguel Otero Silva, Elegía Coral a Andrés Eloy Blanco, avec dix gravures à l'eau-forte (1961, seulement deux copies ont été faites). D'autres livres d'artistes sont : Elegía sin fin, de Luis Pastori (1962), Me llamo barro, de Miguel Hernández (1964), Humilis Herba, d'Aníbal Nazoa (1967, avec des gravures d'Alejandro Otero et Humberto Jaimes Sánchez), La rosa del herbolario, de Pablo Neruda (1969), Los pájaros fornican en la catedral, de David Gutiérrez (1971).
Son activité d'enseignement est d'une grande importance. À partir de 1965, elle enseigne à l'Instituto Neumann, où elle commence à enseigner les médias imprimés. En 1975, elle fonde le Centro de Enseñanza Gráfica (Cegra) avec Manuel Espinoza et Édgar Sánchez. En 1976, elle crée le Taller de Artistas Gráficos Asociados (TAGA), avec José Guillermo Castillo, Édgar Sánchez, Alejandro Otero, Gerd Leufert, Pedro Ángel González, Alirio Palacios, Ricardo Benaím et Antonio Granados Valdés, qui signent la charte fondatrice. El Taga, qui a opéré depuis le début jusqu'à aujourd'hui dans le siège original de El Taller, commence ses opérations en 1980. Le Taga, qu'elle dirige pendant 10 ans, est devenu une référence pour l'étude, la recherche et la diffusion de l'art graphique au Venezuela.
Luisa Palacios meurt le 16 septembre 1990 dans sa ville natale.

## Expositions individuelles et rétrospectives
- 1964 : « Luisa Palacios: grabados 1960-1964 », Sala Mendoza, Caracas.
- 1966 : Sala Mendoza, Caracas.
- 1967 : « Grabados », Galería XX2, Caracas.
- 1968 : « Pinturas », Galería Acquavella, Caracas.
- 1969 : Galería Estudio Actual, Caracas.
- 1970 : « Pinturas », Galería Acquavella, Caracas.
- 1971 : « Estampas de Luisa Palacios », Galería Arte Grabado, Caracas.
- 1972 : « Los burgueses de Calais », La Librería, Sala Mendoza, Caracas.
- 1973 : « Pinturas », Galería Acquavella, Caracas.
- 1974 : « Retrospectiva de grabado. 1964-1974 », Museo Nacional del Grabado, San Juan de Puerto Rico.
- 1974 : « Una década de trabajo. 1964-1974 », Sala Mendoza, Caracas.
- 1976 : « Negro sobre blanco », Musée d'Art contemporain de Caracas.
- 1978 : Sala Mendoza, Caracas.
- 1978 : « Pinturas », Galería Acquavella, Caracas.
- 1979 : « Testimonio gráfico », Galería Municipal de Arte de Barcelona, Venezuela.
- 1980 : « Pinturas y pasteles », Galería Braulio Salazar, Valencia, Venezuela.
- 1980 : « Óleos, pasteles, acuarelas », Galería La Pirámide, Caracas.
- 1981 : Galería Julio Arraga, Maracaibo, Venezuela.
- 1990 : « Luisa Palacios: un homenaje », Sala Mendoza, Caracas.
- 1991 : « Luisa Palacios, maestra de tintas », Galería de Arte Nacional (es), Caracas.
- 1991 : « Luisa Palacios, El Taller y la invención del TAGA », Bibliothèque nationale du Venezuela (es), Caracas.
- 1991 : « Retrospectiva », Museo de las Américas, OEA, Washington.
- 1996 : « Luisa Palacios, obra gráfica. Colección GAN », Unimet, Caracas.
- 1999 : « El triunfo de la perseverancia. La obra gráfica de Luisa Palacios », Museo de la Estampa y el Diseño Cruz Diez, Caracas.
- 2002 : « El triunfo de la perseverancia. La obra gráfica de Luisa Palacios », Sala SIDOR, Puerto Ordaz, Estado Bolívar, Venezuela.
- 2011 : « Legado. Luisa Palacios », Sala TAC, Caracas[8].

## Récompenses
- Premier prix, XI Salón Planchart (Caracas, Venezuela, 1958)
- Prix Andrés Pérez Mujica, XVI Salón Arturo Michelena (Valencia, Estado Carabobo, Venezuela, 1958)
- Prix Emilio Boggio, XVII Salón Arturo Michelena (Valencia, Estado Carabobo, Venezuela, 1959)
- Premio Nacional de Artes Aplicadas, XXI Salón Oficial de Arte Anual (Caracas, Venezuela, 1960)
- Premier prix, Direction de la culture de l'UCV, IIIe Exposition nationale de dessin et de gravure, FAU UCV (Caracas, Venezuela, 1961)
- Prix national du dessin et de la gravure XXIV Salón Oficial de Arte Anual (Caracas, Venezuela, 1963)
- Prix Fundación Eugenio Mendoza FAU UCV (Caracas, Venezuela, 1963)
- Prix Emilio Boggio, XXIIe exposition Arturo Michelena (Valencia, Estado Carabobo, Venezuela, 1964)
- Prix Dirección de Cultura FAU UCV (Caracas, 1964)
- Cinquième prix, mention gravure, Ière Biennale latino-américaine de dessin et de gravure, FAU UCV (Caracas, 1967)[9].